# 존 리터
존 리터(John Ritter, 1948년 9월 17일 ~ 2003년 9월 11일)는 미국의 배우이다.
대동맥 박리로 사망하였다.

## 출연 작품

### 영화
- 서푼짜리 극장 (1976)
- 뉴욕의 연인들 (1981)
- 피부 깊숙이 (1989)
- 쥬니어는 문제아 (1990)
- 쥬니어는 문제아 2 (1991)
- 스테이 튠 (1992)
- 노스 (1994)
- 슬링 블레이드 (1996)
- 어디에도 없는 영화 (1997)
- 사탄의 인형 4: 처키의 신부 (1998)
- 비버리 힐즈에는 살만한 집이 없다 (2000)
- 나쁜 산타 (2003)
- 클리포즈 리얼리 빅 무비 (2004)

### 텔레비전
- 하와이 파이브-O (1971)
- 월튼네 사람들 (1972-76)
- 매시 (1973)
- 코작 (1974)
- 매닉스 (1975)
- 샌프란시스코 수사반 (1975)
- 바너비 존스 (1975)
- 스타스키와 허치 (1976)
- 사랑의 유람선 (1977, 1983)
- IT (1990)
- 코스비 가족 만세 (1991)
- 천사의 손길 (1996)
- 뱀파이어 해결사 (1997)
- 킹 오브 더 힐 (1997-2004)
- 앨리 맥빌 (1998)
- 시카고 메디컬 (2000)
- 배트맨 비욘드 (2000) - 목소리
- 펠리시티 (2000-02)
- 엘런 쇼 (2002)
- 로앤오더: 성범죄 전담반 (2002)
- 스크럽스 (2002)
- 아빠는 연애코치 (2002-03)